# Vesna Butorac Blaće
Vesna Butorac Blaće (Zagreb, 11. rujna 1943. – 11. rujna 2024.) bila je hrvatska balerina, koreografkinja i plesna pedagoginja.

## Životopis
Srednju plesnu školu završila u rodnom gradu 1959. godine pod Nadom Herceg, Marijom Ignjatović i Sonjom Kastl. Godine 1966. i 1967. provela je na usavršavanju u Petrogradu. U HNK nastupa nakon završetka srednje škole. Godine 1961. postaje solistica, a od 1967. do 1988. djeluje kao primabalerina. Gostovala je i izvan države, u Rusiji, Njemačkoj, itd. U trupi New London Ballet djeluje od 1971. do 1975. Važnije uloge su joj Desdemone u Othellu Borisa Blachera, Melanije u Tri kavalira frajle Melanije Borisa Papandopula, Žar-ptice Stravinskoga te druge. Također je radila na koreografskom i pedagoškom polju. Nagradu Vladimir Nazor za životno djelo dobila je 1987. O njenom radu je 1988. objavljena monografija pod naslovom »Vesna Butorac«. Godine 2005. objavljena je monografija »Vesna Butorac Blaće: raskošna pjesma tijela«. 